# Miguel de Cervantes-emlékmű
A Miguel de Cervantes-emlékmű (Monumento a Miguel de Cervantes) Madridban, a  Plaza de Españán áll.

## Története
Miguel de Cervantes spanyol költő, író emlékművét XIII. Alfonz spanyol király rendelte meg 1915-ben, a Don Quijote második része kiadásának 300. évfordulóján. Az emlékmű és szökőkút fő elemeit az 1920-as években állították fel, de teljesen kész csak az 1960-as években lett, amikor a helyére került Aldonza és Dulcinea, a Don Quijote két női szereplőjének szobra.
Az emlékmű előterében szintén két Cervantes-hős, Don Quijote manchai lovag és kísérője, Sancho Panza bronzszobra áll. Fölöttük-mögöttük helyezték el az író alakját, aki a Don Quijote egy példányát tartja a kezében. Az emlékmű oldalfalait két Cervantes-műből, a Cigánylányból és a Rinconete y Cortadillóból vett jelenetek díszítik. A hátsó oldalra került a spanyol irodalmat szimbolizáló nőalak. Lábai alatt szökőkút, amelynek medencéjét a latin-amerikai országok címerei díszítik. Az emlékmű legmagasabb pontján öt figura látható, akik az öt világrészt testesítik meg. Ők egy földgömböt tartanak, amely Cervantes munkáinak univerzális minőségét jeleníti meg.